# Académico FC
Académico Futebol Clube (także Académico do Porto) – portugalski klub piłkarski z siedzibą w Porto, w dzielnicy Bonfim.

## Historia
Klub został założony 15 września 1911 przez uczniów Liceu Alexandre Herculano. Pierwszym reprezentantem kraju w barwach Académico był Manuel Fonseca e Castro, który 18 czerwca 1925 roku zagrał w Lizbonie w meczu z reprezentacją Włoch. W sumie Portugalię reprezentowało trzech piłkarzy AFC. W sezonie 1934/1935 klub wziął udział w pierwszym w historii sezonie rozgrywek Primeira Liga (najwyższy poziom rozgrywkowy w Portugalii). W sezonie 1941/1942 świętował jedyny triumf w rozgrywkach Campeonato do Porto.